# 法蘭克福應用藝術博物館

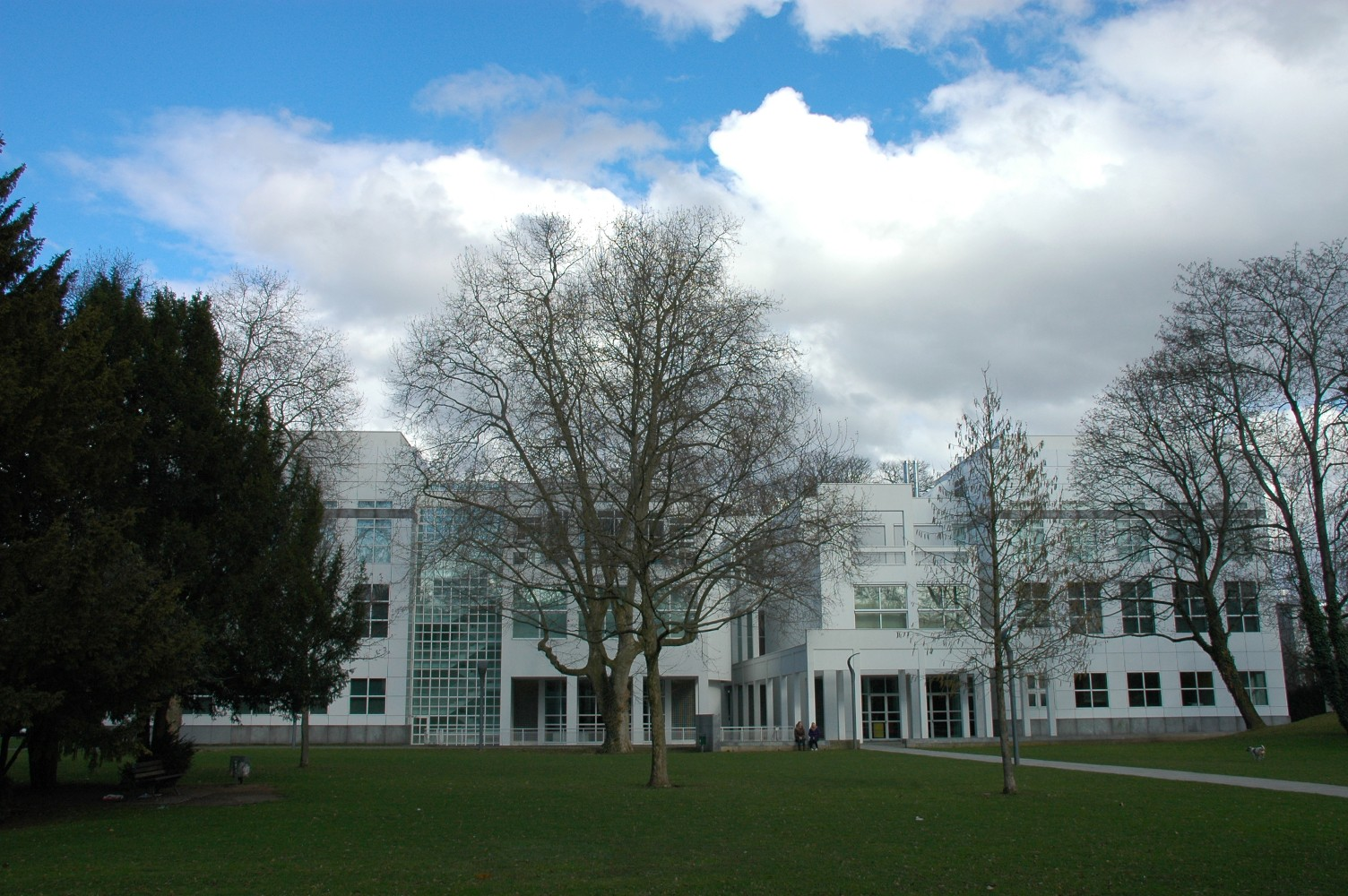
应用艺术博物馆

法蘭克福應用藝術博物館（德語：Museum für angewandte Kunst Frankfurt）是位於德國法蘭克福博物館岸的一座博物館。

## 历史
成立於1877年，收藏有來自世界各地的超過30000件藏品。

## 外部連結
- English website （页面存档备份，存于）

50°06′23″N 8°40′53″E / 50.10639°N 8.68139°E